# Dendrobium pseudointricatum
Dendrobium pseudointricatum là một loài thực vật có hoa trong họ Lan. Loài này được Guillaumin mô tả khoa học đầu tiên năm 1962.